# 伊斯兰教义学
伊斯蘭教义学（阿拉伯语：‎，ʿIlm al-Kalām），也譯為伊斯蘭神學，音譯為凱拉姆學（Kalām原意是話語，或是說話），將伊斯蘭哲學的訓練方法，用於探討伊斯蘭神學議題，所形成的一個學門。受到希臘哲學的影響，它通過辯論與討論的方式來尋求神學知識，重視辩证法。研究這個學問的學者被稱為穆台凱拉姆（mutakallim，複數型為mutakallimiin）。

## 歷史
伊斯蘭教義學起源於正統哈里發時代，在九世紀時定型。遜尼派的宗教領袖，有部份傾向於禁止研究這個學問。阿布·哈尼法就曾經禁止他的門徒從事於此，譴責那些研究者是「智障」。

## 外部連結
- 台灣大百科全書－伊斯蘭神學 （页面存档备份，存于）